# Le Meurtre jamais prescrit
Pour plus de détails, voir Fiche technique et Distribution.
Le Meurtre jamais prescrit (Der Mord, der nie verjährt) est un film de procès historique est-allemand réalisé par Wolfgang Luderer (de), sorti en 1968.

## Synopsis
À travers un procès en diffamation intenté contre un journaliste en 1929 à Berlin, les circonstances de la mort de Rosa Luxemburg et Karl Liebknecht en 1919 sont passées en revue.

## Fiche technique
- Titre original : Der Mord, der nie verjährt
- Titre français : Le Meurtre jamais prescrit[2]
- Réalisateur : Wolfgang Luderer (de)
- Scénario : Friedrich Karl Kaul (de), Walter Jupé (de), Wolfgang Luderer (de)
- Photographie : Otto Hanisch (de)
- Montage : Ilse Peters (de)
- Musique : Wolfgang Pietsch (de)
- Sociétés de production : Deutsche Film AG
- Pays de production :  Allemagne de l'Est
- Langue de tournage : allemand
- Format : Noir et blanc - 2,35:1 - Son mono - 35 mm
- Durée : 109 minutes
- Genre : Film historique
- Dates de sortie :
  - Allemagne de l'Est : 11 janvier 1968
  - France : janvier 1969 (Nord, Alsace)

## Distribution
- Walter Jupé (de) : Jörns
- Horst Drinda (de) : Pabst
- Jochen Thomas (de) : Runge
- Rolf Römer : Liepmann
- Gerhard Rachol : Vogel
- Hannjo Hasse : Lieutenant-Capitaine Pflugk-Harttung
- Helmut Schreiber (de) : Hauptmann Pflugk-Harttung
- Wolfgang Sasse (de) : Schregel
- Hans-Hartmut Krüger (de) : Basseler
- Horst Friedrich (de) : Kurtzig
- Adolf Peter Hoffmann (de) : Hofmann
- Klaus-Peter Thiele : Lautenberg
- Herbert Köfer: Oberst von Winsen